# Tradescantia fluminensis
Tradescantia fluminensis là một loài thực vật có hoa trong họ Commelinaceae. Loài này được Vell. miêu tả khoa học đầu tiên năm 1829.